# Vláda Artura Śliwińského
Vláda Artura Śliwińského byla osmou vládou Druhé Polské republiky pod vedením Artura Śliwińského. Kabinet byl jmenován 28. června 1922 šéfem státu Józefem Piłsudským po demisi předchozí druhé Ponikowského vlády. Vláda byla odvolaná Sejmem jen po několika dnech své existence 7. července 1922.

## Složení vlády
| Portfej                                    | Ministr / člen vlády         | Strana    | Nástup do úřadu  | Odchod z úřadu   |
| ------------------------------------------ | ---------------------------- | --------- | ---------------- | ---------------- |
| Předseda vlády                             | Artur Śliwiński              | PPS       | 28. června 1922  | 7. července 1922 |
| Ministr železnic                           | Ludwik Zagórny-Marynowski    | nestraník | 28. června 1922  | 7. července 1922 |
| Ministr pošt a telegrafů                   | neobsazeno                   |           |                  |                  |
| Ministr práce a sociální péče              | Ludwik Darowski              | nestraník | 28. června 1922  | 7. července 1922 |
| Ministr průmyslu a obchodu                 | Stefan Ossowski              | nestraník | 28. června 1922  | 7. července 1922 |
| Ministr veřejných prací                    | Władysław Ziemiński          | nestraník | 28. června 1922  | 7. července 1922 |
| Ministr zemědělství                        | Józef Raczyński              | nestraník | 28. června 1922  | 7. července 1922 |
| Ministr státního pokladu                   | Kazimierz Zaczek (úřadující) | nestraník | 28. června 1922  | 3. července 1922 |
| Ministr státního pokladu                   | Zygmunt Jastrzębski          | nestraník | 3. července 1922 | 7. července 1922 |
| Ministr vnitra                             | Antoni Kamieński             | PPS       | 28. června 1922  | 7. července 1922 |
| Ministr vojenství                          | Kazimierz Sosnkowski         | nestraník | 28. června 1922  | 7. července 1922 |
| Ministr zahraničí                          | Gabriel Narutowicz           | nestraník | 28. června 1922  | 7. července 1922 |
| Ministr spravedlnosti                      | Wacław Makowski              | nestraník | 28. června 1922  | 7. července 1922 |
| Ministr náboženství a veřejného vzdělávání | neobsazeno                   |           |                  |                  |
| Ministr veřejného zdraví                   | Witold Chodźko               | nestraník | 28. června 1922  | 7. července 1922 |